# Hình
Một hình là dạng thức của một vật thể hoặc bản phác thảo, đường biên, mặt phẳng ngoài của nó, đối lập với những thuộc tính khác như màu sắc, chất liệu hay thành phần vật liệu của vật thể đó.
Các nhà tâm lý học có đưa ra lý thuyết rằng về mặt trí óc, con người phân tích các ảnh thành các dạng hình học đơn giản gọi là "geon". Các ví dụ của "geon" bao gồm hình nón và hình cầu.

Một ví dụ về các định nghĩa khác nhau của hình. Hai hình bên trái tương đẳng với nhau, hình thứ ba đồng dạng với hai hình đó. Hình ở cuối không tương đẳng và cũng không đồng dạng, mà bị méo so với ba hình còn lại.

## Phân loại các hình cơ bản
Một số hình cơ bản có thể được xếp vào các thể loại phổ quát. Chẳng hạn, các đa giác được phân loại dựa vào số cạnh của chúng, chẳng hạn như tam giác, tứ giác, ngũ giác,... Mỗi hình trên lại được phân thành các loại nhỏ hơn: các tam giác được chia làm tam giác đều, tam giác cân, tam giác vuông, tam giác nhọn, tam giác tù, trong khi các tứ giác được chia làm hình chữ nhật, hình thoi, hình thang, hình vuông,...
Một số hình cơ bản khác bao gồm điểm, đường, mặt phẳng và các phần của hình nón như hình elipse, hình tròn và đường parabol.
Một trong những dạng hình 3 chiều phổ biến nhất là hình khối - hình có các mặt phẳng; các hình cầu, vốn có hình quả trứng hoặc hình quả cầu; hình trụ và hình chóp.
Nếu một vật thể rơi vào một trong số các dạng nói trên hoặc gần giống một trong số các dạng hình đó, mọi người có thể sử dụng tên của các dạng hình để miêu tả hình dạng của vật thể đó. Chẳng hạn, nắp cống được miêu tả là một cái đĩa, bởi nó có cấu trúc hình học gần giống với cấu trúc của một hình đĩa.

## Hình trong hình học
Có vài cách để so sánh hình của hai vật thể:
- Tương đẳng: Hai hình được gọi là tương đẳng nếu một hình có thể biến đổi thành hình còn lại bằng các phép xoay, dịch hay phản chiếu.
- Đồng dạng: Hai hình được gọi là đồng dạng nếu một hình có thể biến đổi thành hình còn lại mà vẫn thống nhất về tỷ lệ, sử dụng các phép xoay, dịch hay phản chiếu.
- Đồng vị: Hai hình được gọi là đồng vị nếu một hình có thể biến đổi thành hình còn lại, sử dụng một hoặc nhiều phép biến hình mà không xé một phần hay thủng một phần của hình đó.

Đôi khi, hai đối tượng tương đẳng hoặc đồng dạng có thể được coi là có hình dạng khác nhau nếu cần phải có sự phản chiếu để biến đổi một đối tượng khác. Ví dụ, chữ "b" và "d" là sự phản chiếu của nhau, và do đó chúng tương đẳng và đồng dạng, nhưng trong một số trường hợp, chúng không được coi là có cùng hình dạng. Đôi khi, chỉ có phác thảo hoặc ranh giới bên ngoài của vật được xem xét để xác định hình dạng của nó. Ví dụ, một quả cầu rỗng có thể được coi là có hình dạng giống như một quả cầu rắn. Phân tích Procrustes được sử dụng trong nhiều khoa học để xác định có hay không hai đối tượng có cùng hình dạng, hoặc để đo sự khác biệt giữa hai hình dạng. Trong toán học tiên tiến, cận đẳng số có thể được sử dụng như là một tiêu chí để nói rằng hai hình gần giống nhau.
Các hình đơn giản thường có thể được phân loại thành các đối tượng hình học cơ bản như điểm, đường thẳng, đường cong, mặt phẳng, hình phẳng (ví dụ: hình vuông hoặc hình tròn) hoặc hình khối rắn (ví dụ: hình khối hoặc hình cầu). Tuy nhiên, hầu hết các hình dạng xảy ra trong thế giới vật lý là phức tạp. Một số, chẳng hạn như cấu trúc cây trồng và đường bờ biển, có thể đủ phức tạp để phản đối các mô tả toán học truyền thống - trong trường hợp đó chúng có thể được phân tích bằng hình học vi phân, hoặc thành các phân dạng.

### Tính tương đương của các hình
Trong hình học, hai tập con trong một không gian Euclide có hình giống nhau nếu một hình có thể được biến đổi thành hình còn lại bằng một tập hợp các phép dịch, xoay (kết hợp với nhau còn gọi là biến đổi theo khuôn) và biến đổi tỉ lệ tương đương. Nói cách khác, hình của một tập hợp các điểm là tất cả các thông tin hình học không thay đổi theo phép dịch, xoay và thay đổi kích cỡ. Có hình giống nhau là một mối quan hệ tương đương, và theo đó một định nghĩa toán học chính xác về khái niệm hình có thể được viết dưới dạng một lớp tương đương của các tập con trong một không gian Euclide có cùng hình đó.

Nhà toán học và thống kê David George Kendall có viết:
[Trong bài viết này] khái niệm "hình" được sử dụng theo cách thông thường, và được định nghĩa theo cách mọi người thường định nghĩa. [...] Ở đây chúng tôi định nghĩa "hình" là "tất cả các thông tin hình học được giữ nguyên khi các hiệu ứng thay đổi vị trí, tỉ lệ và độ xoay được loại bỏ khỏi một vật thể".
Hình dạng của các đối tượng vật lý bằng nhau nếu các tập con của không gian các đối tượng này thỏa mãn định nghĩa ở trên. Đặc biệt, hình dạng không phụ thuộc vào kích thước và vị trí trong không gian của đối tượng. Chẳng hạn, một hình "d" và một hình "p" có cùng hình dạng, vì chúng có thể chồng lên nhau trùng khớp nếu hình "d" được dịch sang bên phải bởi một khoảng cách cụ thể, úp ngược lại và được phóng to bởi một yếu tố nhất định (xem bài viết Chồng chéo Proscutes). Tuy nhiên, một hình ảnh phản chiếu được gọi là một hình khác. Chẳng hạn, một hình "b" và một hình "p" có hình khác nhau, ít nhất là khi chúng bị hạn chế di chuyển trong một mặt phẳng hai chiều, ví dụ như một tờ giấy có cả hai chữ đó. Mặc dù chúng có kích thước giống nhau, không có cách nào để chồng hai hình lên nhau bằng cách dịch và xoay chúng dọc theo trang. Tương tự, trong không gian ba chiều, một bàn tay phải và bàn tay trái có một hình dạng khác nhau, ngay cả khi chúng là hình ảnh phản chiếu của nhau. Hình dạng có thể thay đổi nếu đối tượng được thu nhỏ không đồng đều. Ví dụ, một hình cầu trở thành một hình ellipsoid khi được thu nhỏ khác nhau theo hướng dọc và ngang. Nói cách khác, việc giữ các trục đối xứng (nếu chúng tồn tại) rất quan trọng để bảo vệ hình. Ngoài ra, hình dạng được xác định bởi duy nhất yếu tố ranh giới bên ngoài của một đối tượng.

### Tính tương đẳng và đồng dạng
Hai hay nhiều đối tượng nếu có thể được biến đổi thành hình còn lại bằng các phép biến đổi theo khuôn và phép lật (nhưng không phải phép thu phóng tỉ lệ) thì có tính tương đẳng với nhau. Do đó một đối tượng tương đẳng với hình ảnh phản chiếu của nó (ngay cả khi nó không đối xứng), nhưng không phải với một phiên bản thu phóng. Hai đối tượng tương đẳng luôn có hình hoặc hình phản chiếu giống nhau, và có kích thước giống nhau.
Các đối tượng có hình hoặc hình phản chiếu giống nhau thì có tính đồng dạng, dù cho chúng có thể không cùng kích thước. Vì thế, hai hay nhiều đối tượng nếu có thể được biến đổi thành hình còn lại bằng các phép biến đổi theo khuôn, đồng dạng và thu phóng thì có tính đồng dạng với nhau.
Sự đồng dạng được giữ nguyên khi một trong các đối tượng được thu phóng đúng tỷ lệ kích thước, trong khi sự tương đẳng thì không như vậy. Vì thế, các hình tương đẳng thì đồng dạng, nhưng các hình đồng dạng thì không tương đẳng, vì chúng có thể không cùng kích thước.

### Phép đồng phôi
Một định nghĩa linh hoạt hơn của khái niệm "hình" có tính đến thực tế rằng các hình dạng trong cuộc sống thường có thể bị biến dạng, ví dụ: một người ở các tư thế khác nhau, một cây uốn cong trong gió hoặc một bàn tay với các vị trí ngón tay khác nhau.
Một cách để mô hình hóa các chuyển động không theo khuôn là dựa vào phép đồng phôi. Theo nghĩa rộng, phép đồng phôi là một quá trình kéo dài và uốn cong liên tục của một đối tượng thành một hình mới. Như vậy, một hình vuông và một vòng tròn có chung một "phôi" với nhau, nhưng một quả cầu và một bánh rán thì không. Một trò đùa toán học thường xuyên được nhắc đi nhắc lại là việc các nhà nghiên cứu thuộc tính hình học không thể phân biệt tách cà phê của họ với một chiếc bánh rán, vì một chiếc bánh rán dẻo có thể được định hình lại thành dạng cốc cà phê bằng cách tạo ra một cái lõm và dần dần mở rộng nó, trong khi vẫn giữ được lỗ bánh rán trong tay cầm của cái cốc.

## Phân tích hình
Các định nghĩa toán học về hình có khuôn và không có khuôn đã xuất hiện nhiều hơn trong lĩnh vực phân tích hình theo phương pháp số liệu. Cụ thể, trong phân tích Proscutes, các nhà khoa học so sánh các hình có cùng một dạng giống nhau (chẳng hạn như xương của các loài động vật khác nhau), hoặc đo độ biến dạng của một vật thể có thể biến dạng. Các phương pháp khác được thiết kế để làm việc với những hình không có khuôn (có thể uốn cong), chẳng hạn như trong trường hợp cần khôi phục lại tư thế của một hình độc lập.

## Các lớp tương tự
Các hình đồng dạng có cùng hình dạng với nhau. Các hình này có thể được phân loại sử dụng các số phức, theo một phương pháp được đề xướng bởi J.A. Lester và Rafael Atzy. Chẳng hạn, một tam giác đều có thể được diễn đạt bởi các số phức 0,1, (1 + i √3)/2 để thể hiện các góc. Lester và Atzy gọi tỉ lệ {\displaystyle S(u,v,w)={{u-w} \over {u-v}}} là hình của tam giác {\displaystyle (u,v,w)}. Khi đó, "hình" của tam giác đều sẽ là (0–(1+ √3)/2)/(0–1) = (1 + i √3)/2 = cos(60°) + i sin(60°) = exp(i π/3).
Đối với bất kỳ phép biến đổi cận nào của mặt phẳng phức, {\displaystyle z\mapsto az+b,a\neq 0}, tam giác sẽ được biến đổi mà không làm thay đổi hình dạng. Vì vậy nên hình là một bất biến của hình học cận. Hình p = S(u,v,w) phụ thuộc vào thứ tự của các đối số của hàm S, nhưng các hoán vị dẫn tới các giá trị liên quan. Chẳng hạn, {\displaystyle 1-p=1-(u-w)/(u-v)=(w-v)/(u-v)=(v-w)/(v-u)=S(u,v,w)}. Tương tự, {\displaystyle p^{-1}=S(u,v,w)}.
Ghép các hoán vị lại, ta có {\displaystyle S(v,w,u)=(1-p)^{-1}}. Ta lại có {\displaystyle p(1-p)^{-1}=S(u,v,w)S(v,w,u)=(u-w)/(v-w)=S(w,v,u)}. Các đẳng thức này là "luật quy đổi" đối với hình của một tam giác.
Hình dạng của tứ giác được kết hợp với hai số phức p, q. Nếu tứ giác đó có các đỉnh u.v.w.x thì p = S(u.v.w) và q = S(v,w,x). Artzy đã chứng minh bốn mệnh đề dưới đây về các hình tứ giác:
1. Nếu {\displaystyle p=(1-q)^{-1}}, thì hình tứ giác đó là hình bình hành.
2. Nếu hình bình hành đó có |arg p| = |arg q|, thì đó là hình thoi.
3. Nếu p = 1 + i và q = (1 + i)/2, thì tứ giác đó là hình vuông.
4. Nếu {\displaystyle p=r(1-q^{-1})}và sgn r = sgn(Im p) thì tứ giác đó là hình thang.

Một đa giác (z1, z2,..., zn) có hình được xác định bởi n - 2 số phức S(zj, zj+1, zj+2), j = 1,..., n-2. Hình đa giác bao bọc một tập lồi khi tất cả các tập tính thông thường của hình được minh họa bởi các thành phần thực tế.